# Natalia Agnieszka Ogrodnik-Popowicz
Natalia Agnieszka Ogrodnik-Popowicz (ur. 17 stycznia 1901 w Sosnowcu, zm. 21 września 1969 w Katowicach) – nauczycielka i działaczka harcerska, kierowniczka odcinka sanitarnego w II i III powstaniu śląskim.

## Życiorys
Znała język rosyjski.
Od 1919 należała do harcerstwa.
Od lutego 1921 mieszkała w Łubnianach i prawdopodobnie pracowała jako nauczycielka. Tuż przed głosowaniem plebiscytowym, które wyznaczono na 21 marca 1921, działała w Łubnianach i Jełowej. Agitowała tam za przynależnością regionu do Polski. Po głosowaniu, współpracując z Polskim Komitetem Plebiscytowym w Opolu, jednocześnie wykonywała prace zlecone przez Inspektorat Harcerski w Bytomiu. Z ramienia harcerstwa wiosną 1921 przebywała w Poznaniu. Prawdopodobnie działała na rzecz włączenia miejscowych drużyn w akcję niesienia pomocy Górnoślązakom, do czego zachęcano harcerzy z Wielkopolski od 1919.
Jako sanitariuszka brała udział w II i III powstaniu śląskim. Podczas III powstania śląskiego służyła w Łabędach prawdopodobnie pod nadzorem Janiny Giżyckiej. Ogrodnik używała pseudonimów „Malowana”, „Kapucyn”, „Stary Kapucyn”. Później należała do Związku Powstańców Śląskich.
Wiosną 1923 przebywała w Orzechówku koło Radomska. Pracowała wówczas w szkole powszechnej w Dziepółci. Brała udział w kursach dokształcających dla nauczycieli w kierunkach przyrodniczo-geograficznym (w lipcu 1923 w Małkini) i fizyko-matematycznym (w sierpniu 1923 w Mławie).
Zachował się jej pamiętnik z okresu działalności w harcerstwie, akcji plebiscytowej, powstań śląskich oraz pracy nauczycielki (1918–1923).
W 1926 wyszła za mąż za Jana Piotra Popowicza (1900–1987) i zamieszkała w Maluszynie. W 1936 przeprowadzili się do Wolborza. Od września 1939 mieszkała z mężem i dziećmi w Stanisławowie.
W czasie okupacji sowieckiej podczas II wojny światowej pełniła obowiązki zastępczyni dyrektora ds. pedagogicznych w szkole pod Stanisławowem. W czerwcu 1941 zachorowała. Leczyła się w klinice onkologicznej we Lwowie.
Po 1945 mieszkała z mężem w Szczytnie.
Została pochowana na cmentarzu przy ul. Sienkiewicza w Katowicach.

## Odznaczenia
- Medal Dziesięciolecia Odzyskanej Niepodległości (1929)
- Medal Niepodległości (1933)
- Medal Pamiątkowy za Wojnę 1918–1921 (1934)
- Srebrny Krzyż Zasługi (1955)
- Śląski Krzyż Powstańczy (1958)
- Krzyż Kawalerski Orderu „Polonia Restituta” (1965)[2].